# Perrigny-sur-l'Ognon
Perrigny-sur-l'Ognon és un municipi francès, situat al departament de la Costa d'Or i a la regió de Borgonya - Franc Comtat. L'any 2007 tenia 646 habitants.

## Demografia

### Població
El 2007 la població de fet de Perrigny-sur-l'Ognon era de 646 persones. Hi havia 276 famílies, de les quals 76 eren unipersonals (24 homes vivint sols i 52 dones vivint soles), 104 parelles sense fills, 88 parelles amb fills i 8 famílies monoparentals amb fills.
La població ha evolucionat segons el següent gràfic:
Habitants censats

### Habitatges
El 2007 hi havia 322 habitatges, 275 eren l'habitatge principal de la família, 29 eren segones residències i 18 estaven desocupats. 297 eren cases i 20 eren apartaments. Dels 275 habitatges principals, 237 estaven ocupats pels seus propietaris, 33 estaven llogats i ocupats pels llogaters i 5 estaven cedits a títol gratuït; 2 tenien una cambra, 16 en tenien dues, 42 en tenien tres, 68 en tenien quatre i 147 en tenien cinc o més. 224 habitatges disposaven pel capbaix d'una plaça de pàrquing. A 101 habitatges hi havia un automòbil i a 137 n'hi havia dos o més.

### Piràmide de població
La piràmide de població per edats i sexe el 2009 era:
| Homes | Edats   | Dones |
| ----- | ------- | ----- |
| 0     | 95 o +  | 0     |
| 0     | 90 a 94 | 4     |
| 4     | 85 a 89 | 20    |
| 4     | 80 a 84 | 4     |
| 16    | 75 a 79 | 20    |
| 4     | 70 a 74 | 8     |
| 36    | 65 a 69 | 28    |
| 8     | 60 a 64 | 20    |
| 20    | 55 a 59 | 8     |
| 8     | 50 a 54 | 12    |
| 16    | 45 a 49 | 12    |
| 16    | 40 a 44 | 16    |
| 20    | 35 a 39 | 40    |
| 20    | 30 a 34 | 4     |
| 12    | 25 a 29 | 8     |
| 12    | 20 a 24 | 20    |
| 8     | 15 a 19 | 4     |
| 8     | 10 a 14 | 8     |
| 32    | 5 a 9   | 16    |
| 12    | 0 a 4   | 12    |

## Economia
El 2007 la població en edat de treballar era de 368 persones, 277 eren actives i 91 eren inactives. De les 277 persones actives 254 estaven ocupades (143 homes i 111 dones) i 23 estaven aturades (9 homes i 14 dones). De les 91 persones inactives 37 estaven jubilades, 24 estaven estudiant i 30 estaven classificades com a «altres inactius».

### Ingressos
El 2009 a Perrigny-sur-l'Ognon hi havia 270 unitats fiscals que integraven 628 persones, la mediana anual d'ingressos fiscals per persona era de 18.376 €.

### Activitats econòmiques
Dels 19 establiments que hi havia el 2007, 1 era d'una empresa extractiva, 2 d'empreses de fabricació d'altres productes industrials, 5 d'empreses de construcció, 2 d'empreses de comerç i reparació d'automòbils, 1 d'una empresa de transport, 1 d'una empresa d'hostatgeria i restauració, 1 d'una empresa d'informació i comunicació, 1 d'una empresa financera, 1 d'una empresa immobiliària, 3 d'empreses de serveis i 1 d'una empresa classificada com a «altres activitats de serveis».
Dels 4 establiments de servei als particulars que hi havia el 2009, 1 era un taller de reparació d'automòbils i de material agrícola, 1 guixaire pintor, 1 fusteria i 1 restaurant.
L'any 2000 a Perrigny-sur-l'Ognon hi havia 6 explotacions agrícoles que ocupaven un total de 435 hectàrees.

## Equipaments sanitaris i escolars
El 2009 hi havia una escola elemental integrada dins d'un grup escolar amb les comunes properes formant una escola dispersa.

## Poblacions més properes
El següent diagrama mostra les poblacions més properes.